# まちぶせ (アルバム)
『まちぶせ』は、1981年7月21日に発売された石川ひとみの5枚目のアルバム。発売元はNAVレコード。

## 概説
帯コピー：「琥珀色した恋の予感―― ヒット曲「まちぶせ」「夢番地一丁目」をはじめ ″ひとみ″ まぶしい世界。」
本作はシングル「まちぶせ」のヒットを受けて制作された。NAV/キャニオンから発売された8作のオリジナル・アルバムのうち、最大のセールスを記録している。
ジャケット撮影の際、顔が写っていない写真を希望した石川だったが、当然受け入れられず、結局「見返り美人」のように後ろ向きから少しだけ振り返るショットが採用されている。裏ジャケットも、素肌に黒のジャケットを着て胸の谷間が見えるような大人っぽい写真が使用されている。このように石川ひとみのアルバムジャケットは、アイドル歌手らしからぬアーティスティックで笑顔のない写真が掲載されることが多く、特徴的である。
1990年11月に初めてCD化され、2004年1月に発売されたオリジナル・アルバム・ボックス『78-83 ぼくらのベスト2 石川ひとみ CD-BOX』ではDISC5に収録された。

## 収録曲

### LP／CT

#### Side A
1. セシルの部屋（4:48）
作詞：武衛尚子／作曲：芳野藤丸／編曲：大村雅朗
2. まちぶせ（3:36）
作詞・作曲：荒井由実／編曲：松任谷正隆
3. ためらい（3:13）
作詞：武衛尚子／作曲：穂口雄右／編曲：大谷和夫
4. 他人どうし（3:39）
作詞：浅野裕子／作曲：西島三重子／編曲：飛沢宏元
5. なきまね（3:45）
作詞：武衛尚子／作曲：亀井登志夫／編曲：松任谷正隆

#### Side B
1. 夢番地一丁目（3:28）
作詞：山上路夫／作曲：芳野藤丸／編曲：渡辺茂樹
2. 懐かしきリフレイン（3:32）
作詞：山上路夫／作曲：浜田金吾／編曲：渡辺茂樹
3. Kiss me please（3:41）
作詞：竜真知子／作曲・編曲：穂口雄右
4. 人形が見てる（3:47）
作詞：山上路夫／作曲：佐瀬寿一／編曲：渡辺茂樹
5. ひとりごと（3:36）
作詞：竜真知子／作曲・編曲：穂口雄右

### 78-83 ぼくらのベスト2 石川ひとみ CD-BOX DISC5
1. セシルの部屋
2. まちぶせ
3. ためらい
4. 他人どうし
5. なきまね
6. 夢番地一丁目
7. 懐かしきリフレイン
8. Kiss me please
9. 人形が見てる
10. ひとりごと

## 参考資料
- オリコン『ALBUM CHART-BOOK COMPLETE EDITION 1970-2005』オリコン・マーケティング・プロモーション、2006年4月。ISBN 978-4-87131-077-2。